# 2014년 이집트 개헌 국민투표
2014년 이집트 개헌 국민투표는 이집트 전역에서 2014년 1월 14일과 15일 열렸으며, 해외거주 이집트인은 1월 8일-12일 투표를 치렀다.

## 배경
무함마드 무르시가 2013년 축출된 이후 아들리 만수르 임시 대통령은 효력정지된 이집트 헌법(2012)의 개정을 비롯해 조속한 정상화를 계획했다.
2012년 헌법 개정 과정은 10명의 법학전문가로 구성되어 시작됐다. 과거 헌법과 달리 여러 부분이 바뀌었으며 전문가들의 작업은 2013년 8월 20일 완료됐다.
2차 과정은 50명으로 구성된 위원회가 추진했으며 이들의 명단은 9월 1일 발표됐다. 위원장은 아므르 무싸가 선출됐으며 헌법 초안은 12월 3일 대통령에게 제출됐다.
최종 작성된 헌법안은 "종복, 성별, 인종, 지리" 등을 전면에 내세운 정당 구성을 금지했다. 이슬람교는 국교로서의 지위를 유지함과 동시에 국가의 법률 체계로서 기능하는 것은 유지됐고 종교의 자유가 인정됐다. 4년 임기의 대통령이 선출되며 중임 가능하다. 국방부 장관은 8년 간의 임기로 군부가 임명한다.

## 같이 보기
- 2012년 이집트 헌법
- 2012년 이집트 국민투표